# Chersotis leonhardi
Chersotis leonhardi är en fjärilsart som beskrevs av Hans Rebel 1904. Chersotis leonhardi ingår i släktet Chersotis och familjen nattflyn. Inga underarter finns listade i Catalogue of Life.